# Martin Jonathan Southgate Sands
Martin Jonathan Southgate Sands, né en 1938, est un botaniste anglais qui a décrit et nommé de nombreuses espèces de plantes, notamment du genre Bégonia (45 d'après l'IPNI).